# Eccidio delle Fosse del Natisone
Eccidio delle Fosse del Natisone è stata la più grave strage dei 29 episodi violenti avvenuti dopo l'armistizio di Cassibile nella zona di Udine in località Cividale del Friuli lungo il fiume Natisone.

## Contesto bellico
Il 1° contingente di soldati tedeschi giunse a Cividale del Friuli il 14 settembre del 1943, dopo soli 4 giorni il proclama di Hitler che con un'ordinanza annunciava l’istituzione e l’annessione di due nuovi distretti posti nelle regioni nord orientali dell’Italia al Terzo Reich. L'OZAV o zona d'operazioni delle Prealpi, acronimo di Operationszone Alpenvorland era compresa nelle province di Trento, Bolzano e Belluno; l'OZAK, ovvero zona d'operazioni del Litorale adriatico e acronimo di Operationszone Adriatisches Küstenland invece, si concentrava tra le province di Gorizia, Udine, Trieste, Fiume, Pola, Lubiana e le Isole Quarnerine (Cherso, Lussino e Veglia).

## L'eccidio
Dopo che il territorio fu sottratto al controllo della Repubblica Sociale Italiana, la caserma Principe di Piemonte situata in via Udine, fu confiscata dai tedeschi che subito vi stabilirono il loro Comando. Il luogo diventò presto un centro di repressione dell’attività resistenziale molto attivo nella zona. Dentro la caserma furono torturate e assassinate decine di persone, senza alcuna traccia di processo. I cadaveri vennero gettati nel Natisone, che scorre lungo uno dei muri esterni della caserma.

Poco dopo la liberazione si disseppellirono 113 corpi lungo gli argini del fiume, tra cui partigiani, soldati e civili, fucilati dai tedeschi della 24. Waffen-Gebirgs-Division der SS.

Di queste 113 persone solo 21 furono identificate. Non si è al corrente neanche del numero totale delle vittime, oltre quelle ritrovate nelle fosse del Natisone, tristemente citate dagli abitanti in dialetto friulano come ciamp des verzis. Si registrarono inoltre: 5 civili, tra cui una donna russa; 1 militare alpino e 1 partigiano; 19 militari calmucchi; 7 dei partigiani giustiziati il 18 dicembre del 1944. Gli altri 66 morti rinvenuti non furono mai identificati. Non è da escludere che fra le salme rinvenute alle Fosse del Natisone vi siano state anche persone di altre stragi compiute dai nazifasciti nel territorio di Cividale del Friuli.